# Encefalite autoimmune
Con encefalite autoimmune ci si riferisce a un gruppo di condizioni rare che si verificano quando il sistema immunitario attacca erroneamente le cellule sane del cervello, portando alla sua infiammazione, cioè ad una encefalite. Chiaramente identificate solo da pochi decenni in passato erano confuse con "ricadute" di encefaliti virali o batteriche o come complicanze immunologiche secondarie da infezioni virali o batteriche. Le persone con encefalite autoimmune possono avere vari sintomi neurologici e/o psichiatrici. I sintomi neurologici possono includere: memoria e cognizione compromesse, movimenti anormali, convulsioni e/o problemi con l'equilibrio, la parola o la vista. I sintomi psichiatrici possono includere psicosi, aggressività, comportamenti sessuali inappropriati, attacchi di panico, comportamenti compulsivi, euforia o paura. I sintomi possono variare, ma spesso progrediscono nell'arco di giorni o poche settimane. I sintomi possono progredire fino alla perdita di coscienza o addirittura al coma.
L'encefalite autoimmune può essere associata ad anticorpi contro le proteine sulla superficie o all'interno delle cellule nervose, dei recettori sinaptici o di canali ionici. Alcune di queste proteine sono coinvolte nel passaggio di segnali tra le cellule nervose.
In alcuni casi si verifica in associazione con cancro (sindrome paraneoplastica). Sono in corso ricerche sul motivo per cui il sistema immunitario del corpo scambia le proprie cellule cerebrali sane per invasori causando l'infiammazione del cervello. L'encefalite autoimmune si verifica generalmente sporadicamente, in persone senza una storia famigliare della condizione. L'encefalite autoimmune è trattabile e quasi invariabilmente risponde alle immunoterapie con un considerevole potenziale per invertire le menomazioni causate da questi anticorpi attaccanti. Le immunoterapie possono rallentare la progressione della malattia, impedire agli anticorpi di attaccare e con alcuni trattamenti eliminare l'anticorpo attaccante portando a volte al completo recupero. Il trattamento può comportare una terapia immunosoppressiva per via endovenosa e la rimozione del tumore quando necessario.
Il trattamento precoce riduce la probabilità di complicanze a lungo termine, accelera il recupero e riduce il rischio di recidiva (ricaduta). Se non trattata, la condizione può portare a un progressivo deterioramento neurologico e alla perdita della vita.

## Storia
Il primo tipo di encefalite limbica autoimmune, segnalato nel 1968, era un disturbo paraneoplastico che si manifestava in associazione con il carcinoma polmonare a piccole cellule.  Fino al 2001, si riteneva che l'encefalite limbica fosse quasi sempre associata al cancro e avesse un esito sfavorevole. Nel 2001 è stata descritta una forma di encefalite limbica che rispondeva all'immunoterapia con anticorpi IgG inizialmente considerati contro i canali del potassio voltaggio-dipendenti (VGKC). Quattro anni dopo, sono stati rilevati anticorpi contro altri antigeni neuronali della superficie cellulare con intensa immunocolorazione del neuropile ippocampale, in diversi pazienti con diverse forme di encefalite immunoterapia-responsiva. In effetti, uno di questi pazienti era una giovane donna con teratoma ovarico che sviluppava sintomi psichiatrici importanti e coma. Ulteriori studi con siero e liquido cerebrospinale di questo paziente e diversi altri pazienti con una sindrome responsiva all'immunoterapia notevolmente simile hanno portato alla caratterizzazione dell'antigene come subunità NR1 del recettore dell'acido N-metil-D-aspartico (NMDA- recettore). Da quel momento in rapida successione, ulteriori anticorpi anti-neuronali sono stati caratterizzati in coorti di pazienti con encefalite autoimmune.

## Classificazione
L'encefalite autoimmune è solitamente divisa in due gruppi principali in base a tipo di anticorpi rilevati:
- Encefalite autoimmune associata ad anticorpi contro antigeni intracellulari:

Gli anticorpi diretti contro le strutture (antigeni) presenti all'interno delle cellule, come le proteine che legano l'RNA, possono essere rilevati nel sangue e/o nel liquido spinale di questi pazienti. Questi anticorpi hanno un forte legame con vari tumori e sono quindi spesso chiamati anche anticorpi paraneoplastici. Esempi di questi anticorpi sono gli anticorpi anti-Hu (spesso associati al cancro del polmone a piccole cellule) e gli anticorpi anti-Ma2 (spesso associati al cancro ai testicoli).
- Encefalite autoimmune associata ad anticorpi contro antigeni extracellulari:

Gli anticorpi diretti contro le strutture (antigene) presenti sulla superficie delle cellule, come vari recettori o canali ionici, possono essere rilevati nel sangue e/o nel liquido spinale di questi pazienti. Questi anticorpi sono collegati in misura molto minore al cancro concomitante, sebbene possano verificarsi. Esempi di questi anticorpi sono anticorpi anti-recettore NMDA, anticorpi anti-LGI1, anticorpi anti-CASPR2 e anticorpi anti-GABA-B.
Gli autoanticorpi che si legano agli antigeni extracellulari sono generalmente patogeni, mentre gli anticorpi che si legano agli antigeni intracellulari non sono considerati patogeni, ma marcatori generali di autoimmunità.

## Epidemiologia
Vari studi epidemiologici hanno dimostrato che si possono incontrare numerose forme encefalite immunomediata, che superano quasi il tasso di encefaliti postinfettive. Tuttavia, la prevalenza esatta complessiva delle encefalopatie autoimmuni rimane incerta e probabilmente sottovalutata. Varie analisi retrospettive inducono il sospetto che molte encefaliti di origine sconosciuta fossero autoimmuni. La definizione di specifici algoritmi diagnostici risulta confusa. Il repertorio dell'encefalite autoimmune nei bambini è diverso da quello degli adulti. Più piccolo è il bambino, più difficile è riconoscere specifiche sindromi di encefalite autoimmune. L'incidenza annuale dell'encefalite sarebbe di 2-3 casi ogni 100 000 nell'Europa settentrionale. Di questi il 40%  è infettivo e il 40% è dovuto a cause sconosciute. Rimane almeno un 20% immuno-mediato, di cui i tipi più frequentii sarebbero l'encefalite anti-recettore NMDA (4%) e l'encefalite positiva per anticorpi del complesso VGKC (3%). L'uno per cento di tutti i giovani pazienti ricoverati in una grande unità di terapia neurointensiva tedesca sono stati identificati retrospettivamente come positivi agli anticorpi del recettore NMDA. Meno si sa circa l'incidenza delle altre sindromi associate agli anticorpi della superficie neuronale. Tuttavia, gli anticorpi del recettore GABA (b) sono responsabili della maggior parte delle encefaliti limbiche paraneoplastiche nei pazienti con carcinoma polmonare a piccole cellule che in precedenza erano considerati sieronegativi.

## Eziologia
L'encefalite autoimmune è causata da un tumore o da fattori scatenanti di natura virale o batterica. Varie ricerche hanno dimostrato che i pazienti possono sperimentare un virus che innesca l'autoimmunità sinaptica nel caso del virus dell'herpes simplex e di altre encefaliti virali. Il paziente che prima aveva avuto l'encefalite da HSV può, poche settimane dopo, tornare in ospedale con quella che era chiamata "coreathetosis HSV" e si pensava fosse una ricaduta. Ora, è stato identificato che il 30% di questi pazienti ha un'encefalite autoimmune mediata dal recettore NMDA. Quando avevano l'encefalite da herpes, non era rilevabile l'anticorpo NMDA, ma poche settimane dopo, quando si stava verificando quella che sembrava una ricaduta, si è scoperto che il paziente aveva l'encefalite autoimmune del recettore NMDA. Uno studio di doppia coorte del 2018 suggerisce un'associazione significativa tra l'infezione da HSV-1 (senza encefalite) e lo sviluppo di encefalite anti-NMDAR nel 49% dei bambini degli studi combinati. Il virus ha innescato il cambiamento e la ricerca ha ipotizzato il mimetismo molecolare in queste due situazioni. Sono necessari ulteriori studi per determinare i tempi di insorgenza di anti-NMDAR insieme a studi che valutino il meccanismo attraverso il quale tali eventi sono coinvolti nella progressione della malattia.
Recenti scoperte suggeriscono che diverse infezioni virali possono portare a encefalite autoimmune secondaria, comprese infezioni da EBV, HHV-6, enterovirus, adenovirus, epatite C o HIV.
Oltre alla coreoatetosi post-HSE, altri disturbi come l'encefalite letargica con discinesie o movimenti anormali o l'encefalite di eziologia poco chiara con movimenti anormali sono ora identificati come encefalite anti-NMDAR. I campioni di siero o liquido cerebrospinale archiviati di questi pazienti confermano la presenza di anticorpi IgG contro questi recettori e la valutazione retrospettiva del quadro clinico è coerente con l'encefalite anti-NMDAR.

## Diagnosi
La diagnosi può essere spesso difficile da fare in quanto i sintomi possono essere simili ad altre condizioni infettive, psichiatriche o neurologiche. È particolarmente difficile nei bambini a causa della complessità dei normali cambiamenti comportamentali durante l'infanzia e della limitata capacità dei bambini più piccoli di descrivere i loro sintomi.
L'esame del cervello con MRI può in alcuni casi mostrare alterazioni infiammatorie nel tessuto cerebrale. L'EEG (esame dell'attività elettrica del cervello) può mostrare un'attività lenta e segni di attività epilettica. Molti autori enfatizzano il ruolo principale dell’esame del liquido cefalorachidiano negli esordi psicotici. L'analisi del liquido spinale può mostrare segni di infiammazione nel sistema nervoso centrale, con livelli elevati di globuli bianchi, livelli elevati di proteine e segni di produzione di anticorpi. Poiché può essere difficile distinguere l'encefalite autoimmune dall'encefalite causata da un virus, di solito viene eseguita la analisi con reazione a catena della polimerasi del liquido spinale per escludere varie infezioni virali (es. virus herpes simplex di tipo 1).
Poiché l'encefalite autoimmune può essere causata o associata a varie malattie tumorali, di solito vengono eseguiti anche esami per rilevare una possibile malattia tumorale. Questo può consistere, ad esempio, in una tomografia computerizzata del torace e dell'addome, o in un cosiddetto esame PET dell'intero corpo.
Per fare una diagnosi definitiva, si deve rilevare uno dei cosiddetti anticorpi neuronali nel sangue e/o nel liquido spinale.
| Anticorpi nella diagnosi di encefalite autoimmune                            | Anticorpi nella diagnosi di encefalite autoimmune                      | Anticorpi nella diagnosi di encefalite autoimmune | Anticorpi nella diagnosi di encefalite autoimmune | Anticorpi nella diagnosi di encefalite autoimmune |
| Sindrome                                                                     | Sindrome                                                               | Test diagnostico                                  | Frequenza del cancro                              | Tipo principale di cancro                         |
| ---------------------------------------------------------------------------- | ---------------------------------------------------------------------- | ------------------------------------------------- | ------------------------------------------------- | ------------------------------------------------- |
| Anticorpi contro antigeni intracellulari                                     |                                                                        |                                                   |                                                   |                                                   |
| Hu (ANNA1)                                                                   | Encefalite limbica                                                     | Western blot                                      | > 95%                                             | Carcinoma polmonare a piccole cellule             |
| Ma2                                                                          | Encefalite limbica                                                     | Western blot                                      | > 95%                                             | Seminoma testicolare                              |
| GAD                                                                          | Encefalite limbica, sindrome della persona rigida, atassia cerebellare | Analisi radioimmunologica                         | 25%                                               | Timoma, carcinoma polmonare a piccole cellule     |
| Anticorpi contro i recettori sinaptici                                       |                                                                        |                                                   |                                                   |                                                   |
| Recettore NMDA                                                               | Encefalite del recettore anti-NMDA                                     | Analisi basata su cellule                         | Varia con l'età e il sesso                        | Teratoma ovarico                                  |
| Recettore AMPA                                                               | Encefalite limbica con psicosi predominante, convulsioni               | Analisi basata su cellule                         | 65%                                               | Timoma, carcinoma polmonare a piccole cellule     |
| Recettore GABA B                                                             | Encefalite limbica                                                     | Analisi basata su cellule                         | 50%                                               | Carcinoma polmonare a piccole cellule             |
| Recettore GABA A                                                             | Encefalite                                                             | Analisi basata su cellule                         | <5%                                               | Timoma                                            |
| mGluR5                                                                       | Encefalite, sindrome di Ofelia                                         | Analisi basata su cellule                         | 70%                                               | Linfoma di Hodgkin                                |
| Recettore della dopamina 2                                                   | Encefalite dei gangli della base con movimenti anomali                 | Analisi basata su cellule                         | 0%                                                | ..                                                |
| Anticorpi contro i canali ionici e altre proteine della superficie cellulare |                                                                        |                                                   |                                                   |                                                   |
| LGI1                                                                         | Encefalite limbica, convulsioni distoniche faciobrachiali              | Analisi basata su cellule                         | 5-10%                                             | Timoma                                            |
| CASPR2                                                                       | Sindrome di Morvan, encefalite limbica, neuromiotonia, polineuropatia  | Analisi basata su cellule                         | 20-50%                                            | Timoma                                            |
| DPPX                                                                         | Encefalite, diarrea, iperplessia                                       | Analisi basata su cellule                         | <10%                                              | Linfoma                                           |
| MOG                                                                          | Encefalomielite acuta disseminata                                      | Analisi basata su cellule                         | 0%                                                | ..                                                |
| Acquaporina 4                                                                | Encefalite                                                             | Analisi basata su cellule                         | 0%                                                | ..                                                |
| GQ1b                                                                         | Encefalite del tronco cerebrale di Bickerstaff                         | ELISA                                             | 0%                                                | ..                                                |

### Diagnosi differenziale
La diagnosi differenziale si pone con le encefalopatie reattive agli steroidi, encefalomielite acuta disseminata, disturbi dello spettro della neuromielite ottica, vasculite del sistema nervoso centrale, sindrome di Susac, linfoma angiocentrico. È importante escludere l'infezione da HIV, la sifilide, la malattia di Creutzfeldt-Jakob.
Si devono inoltre considerare vari disturbi anche sistemici di presumibile fisiopatologia autoimmune:
- Encefalite di Rasmussen
- Lupus eritematoso sistemico
- Sindrome di Behçet
- Encefalopatia di Hashimoto
- Corea di Sydenham
- PANS o PANDAS
- Sindrome di Bickerstaff

Non c'è consenso sul considerare encefaliti associate ad altri disturbi autoimmuni che rispondono al trattamento con corticosteroidi, ad esempio l'encefalopatia di Hashimoto associata alla tiroidite autoimmune, tra le encefaliti autoimmuni. Poiché il meccanismo patogeno sottostante non è chiaro, la diagnosi di encefalopatia di Hashimoto può essere classificata come probabile encefalite autoimmune.

## Clinica
All'esordio della malattia, vi è una sostanziale sovrapposizione dei sintomi tra i diversi tipi di encefalite autoimmune. Il rapido sviluppo dei sintomi in pochi giorni o settimane, a volte con mal di testa o lieve ipertermia, e la frequente pleocitosi del liquido cerebrospinale spesso portano a trattamenti empirici antivirali o antibatterici. L'encefalite autoimmune può presentarsi con un'ampia varietà di sintomi di esordio acuto o subacuto. I sintomi comunemente associati alle encefaliti autoimmuni possono includere:
- deterioramento cognitivo
- difficoltà di memoria
- convulsioni
- movimenti involontari
- rallentamento o perdita della capacità di parlare
- cambiamenti comportamentali come l'agitazione
- perdita di inibizione
- allucinazioni (visive o uditive)
- pensieri paranoici
- grave ansia
- disturbi del sonno inclusa grave insonnia
- diminuzione del livello di coscienza - fino al punto di mancata risposta, catatonia o coma
- debolezza o intorpidimento di una parte del corpo
- perdita di equilibrio
- cambiamenti di visione

In presenza di sintomi, circa l'80% dei pazienti con encefalite autoimmune presenta una pleocitosi linfocitica del liquido cerebrospinale da lieve a moderata (solitamente <100 globuli bianchi / μl), il 30% presenta un aumento da lieve a moderato della concentrazione di proteine e il 50-60% hanno bande oligoclonali. Queste bande possono essere presenti anche quando gli studi di routine sul liquido cerebrospinale sono normali. Contrariamente alla maggior parte delle encefaliti autoimmuni, l'encefalite limbica associata ad anticorpi specifici per LGI1 si verifica frequentemente con reperti CSF normali o minimi.

## Trattamento e prognosi
Attualmente vengono utilizzati vari approcci terapeutici, inclusi corticosteroidi, immunoglobuline per via endovenosa, plasmaferesi, rituximab e ciclofosfamide. I dati sulla risposta al trattamento e sulla prognosi sono per lo più disponibili per l'encefalite anti-NMDAR.
Vari studi suggeriscono che l'immunoterapia precoce migliori l'esito, quindi il trattamento per l'encefalite autoimmune non dovrebbe essere ritardato. I pazienti devono ricevere metilprednisolone e immunoglobulina endovenosa o metilprednisolone e plasmaferesi. In pazienti con crisi epilettiche refrattarie e grave disautonomia viene preferita la plasmaferesi, sebbene non vi siano prove convincenti di superiorità di qualsiasi approccio. Se viene rilevato un tumore associato, la gestione oncologica (chemioterapia o resezione del tumore) è importante per il miglioramento.
I pazienti con encefalite autoimmune che non riescono a migliorare dopo 10-14 giorni dovrebbero ricevere terapie di seconda linea come rituximab o ciclofosfamide, o entrambi. I centri specializzati prescrivono solitamente rituximab e ciclofosfamide nei pazienti di età superiore ai 16 anni. I pazienti più giovani dovrebbero ricevere solo rituximab.
Una prognosi migliore è stata associata a un trattamento precoce, nessun requisito di ricovero in terapia intensiva e encefalite autoimmune non paraneoplastica. La risposta al trattamento e il tasso di ricaduta variano tra i pazienti con encefalite autoimmune. La metà dei pazienti con encefalite anti-NMDAR fallisce l'immunoterapia iniziale e può richiedere opzioni di trattamento di seconda linea, con recidive che si verificano nel 12% dei casi. Le recidive possono verificarsi nel 31% dei pazienti con encefalite anti-LGI1 e nel 10% di quelli con encefalite anti-CASPR2, a volte anni dopo il primo episodio. Circa il 33% dei pazienti con encefalite anti-LGI1 rimane disabile, principalmente a causa di problemi nella memoria.